# Canton de Courson-les-Carrières
Le canton de Courson-les-Carrières est une division administrative française du département de l'Yonne.

## Composition
| Nom                               | Code Insee | Intercommunalité        | Superficie (km2) | Population (dernière pop. légale) | Densité (hab./km2) |
| --------------------------------- | ---------- | ----------------------- | ---------------- | --------------------------------- | ------------------ |
| Courson-les-Carrières (chef-lieu) | 89125      | CC de Puisaye-Forterre  | 34,16            | 891 (2014)                        | 26                 |
| Druyes-les-Belles-Fontaines       | 89148      | CC de Puisaye-Forterre  | 39,48            | 289 (2014)                        | 7,3                |
| Fontenailles                      | 89174      | CC Forterre Val d'Yonne | 2,76             | 67 (2014)                         | 24                 |
| Fouronnes                         | 89182      | CC de Puisaye-Forterre  | 17,79            | 161 (2014)                        | 9,1                |
| Lain                              | 89215      | CC de Puisaye-Forterre  | 10,18            | 176 (2014)                        | 17                 |
| Merry-Sec                         | 89252      | CC de Puisaye-Forterre  | 14,17            | 174 (2014)                        | 12                 |
| Molesmes                          | 89260      | CC Forterre Val d'Yonne | 9,50             | 161 (2014)                        | 17                 |
| Mouffy                            | 89270      | CC de Puisaye-Forterre  | 4,89             | 144 (2014)                        | 29                 |
| Ouanne                            | 89283      | CC de Puisaye-Forterre  | 38,20            | 632 (2014)                        | 17                 |
| Sementron                         | 89383      | CC de Puisaye-Forterre  | 11,70            | 115 (2014)                        | 9,8                |
| Taingy                            | 89405      | CC Forterre Val d'Yonne | 20,81            | 314 (2014)                        | 15                 |

## Représentation

### conseillers généraux de 1833 à 2015
| Période               | Identité                                         | Parti                                 | Qualité                                                                                            |
| --------------------- | ------------------------------------------------ | ------------------------------------- | -------------------------------------------------------------------------------------------------- |
| 1833-1848             | Jean-Baptiste Pierre Dejust Deserin              |                                       | Chef de bataillon de la Garde Nationale à Courson suppléant du juge de paix, Ouanne                |
| 1848-1852             | Pierre Alexandre Henri Marie Baumier (1804-1874) |                                       | Marchand de bois à Ouanne, conseiller d'arrondissement                                             |
| 1852-1861             | Jean-Baptiste Pierre Dejust-Deserin              |                                       | Propriétaire, suppléant du juge de paix, Ouanne                                                    |
| 1861-1864             | Emile Duché                                      | Républicain                           | Médecin à Ouanne                                                                                   |
| 1864-1871             | François Auguste Dusautoy (1810-1873)            | Bonapartiste                          | Industriel à Paris Propriétaire à Courson-les-Carrières                                            |
| 1871-1874 (décès)     | Pierre Alexandre Henri Marie Baumier             |                                       | Propriétaire à Ouanne                                                                              |
| 1874-1895             | Emile Duché (1814-1905)                          | Républicain                           | Docteur-médecin - Maire de Ouaine (Ouanne)                                                         |
| 1895-1900 (décès)     | Charles Duché (fils du précédent)                | Républicain                           | Docteur-médecin à Ouanne                                                                           |
| 1900-1908 (décès)     | Albert Boudin                                    | Radical puis Républicain              | Agriculteur - Maire de Ouanne                                                                      |
| 1908-1920 (démission) | Adrien Bouquet                                   | Radical                               | Vétérinaire Maire de Courson-les-Carrières                                                         |
| 1920-1938 (décès)     | Emile Dufour                                     | Rad.ind.                              | Médecin Maire de Ouanne, conseiller d'arrondissement                                               |
| 1938-1940             | Jean-Alfred Duché                                | Républicain (Concentration Nationale) | Médecin, maire de Ouanne Nommé membre de la Commission administrative départementale en 1941       |
|                       |                                                  |                                       | |
| 1943-1945             | Ernest Chabert (1873-1964)                       |                                       | Comptable Président de la délégation spéciale de Courson Nommé conseiller départemental en 1943    |
|                       |                                                  |                                       | |
| 1945-1985             | Paul Guillaumot                                  | DVD puis UDF                          | Agriculteur - Sénateur (1968-1986) Maire de Taingy                                                 |
| 1985-2000 (décès)     | Marcel Guyon                                     | UDF                                   | Propriétaire éleveur Maire de Sementron                                                            |
| 2000-2011             | Jean-Claude Denos                                | DVD                                   | Agent immobilier Maire de Courson-les-Carrières                                                    |
| 2011-2015             | Jacques Baloup                                   | DVD                                   | Agriculteur Maire de Sementron Président de la Communauté de communes de Forterre jusqu'à fin 2013 |

### Conseillers d'arrondissement (de 1833 à 1940)
| Période                                  | Période | Identité                                       | Étiquette | Qualité |
| ---------------------------------------- | ------- | ---------------------------------------------- | --------- | --- |
| 1833                                     | 1845    | Pierre Camille François Regnauldin (1787-1855) |           | Notaire, maire de Courson                                                                                   |
| 1845                                     | 1848    | Pierre Baumier fils (1804-1874)                |           | Marchand de bois à Ouanne                                                                                   |
| 1848                                     | 1861    | Edme-Constant Louzon (1793-?)                  |           | Agent-voyer à Courson                                                                                       |
| 1861                                     | 1870    | Germain Prudent (1802-1871)                    |           | Docteur-médecin à Courson                                                                                   |
| 1870                                     | 1892    | Claude-Thomas Ledoux                           |           | Notaire à Courson                                                                                           |
| 1892                                     | 1919    | Abel Perreau                                   | Radical   | Propriétaire à Courson                                                                                      |
| 1919                                     | 1920    | Émile Dufour                                   | Radical   | Médecin, maire de Ouanne                                                                                    |
| 13 fev.1921                              | 1928    | Édouard Dufour                                 |           | Agriculteur, conseiller municipal de Fouronnes                                                              |
| 1928                                     | 1940    | Edmond Marlin (1874-1959)                      |           | Maire de Fouronnes (1922-1931)                                                                              |
| Les données manquantes sont à compléter. |         |                                                |           | |
| 1940                                     |         |                                                |           | Les conseils d'arrondissement ont été suspendus par la loi du 12 octobre 1940 et n'ont jamais été réactivés |

Le canton, à peine séparé du département de la Nièvre par celui de Coulanges-sur-Yonne, a 2 900 hab., 11 communes, 20 364 ha dont 4 937 de bois. Il s'étend à l'ouest sur le plateau des calcaires portlandiens, dont la pierre a été très exploitée; on y visite à Aubigny, dans la commune de Taingy (260 hab., 2 081 ha), les carrières souterraines qui ont servi à de nombreux monuments de Paris, dont l'hôtel de ville; un atelier de taille et d'initiation à la taille y est maintenu. Taingy a eu plus de 1 000 hab. au XIXe siècle, 520 en 1950. Les sources de l'Ouanne sont un peu au NE de Taingy, à Ouanne précisément (660 hab., 3 820 ha), 12 km NO de Courson.
À l'est et au sud, le canton s'étend sur le plateau du gradin inférieur, de relief assez confus, où s'étale la forêt de Frétoy. Il pousse outre-forêt une pointe vers le sud, où le village de Druyes-les-Belles-Fontaines (300 hab., 3 948 ha dont 1 896 de bois), classé «village de caractère», est connu pour les ruines de son puissant château du XIIe  et XIVe siècle, une porte de l'ancienne enceinte et son église romane. Courson (qui n'est «les Carrières» que depuis 1878) et Druyes (qui n'est «les Belles-Fontaines» que depuis 1925) avaient respectivement 1 400 hab. et 1 100 vers 1880 et se sont dépeuplées depuis, même si le mouvement semble freiné à Courson. Ouanne avait absorbé en 1972 les communes de Chastenay à l'ouest et Merry-Sec à l'est, mais Merry-Sec (180 hab., 1 417 ha), 5 km au nord de Courson, a repris son indépendance dès 1979. Après un long dépeuplement, Ouanne comme Merry-Sec ont regagné quelques habitants depuis 1982.

## Démographie
| 1962  | 1968  | 1975  | 1982  | 1990  | 1999  | 2006  | 2011  | 2012  |
| ----- | ----- | ----- | ----- | ----- | ----- | ----- | ----- | ----- |
| 3 626 | 3 561 | 3 101 | 2 862 | 2 725 | 2 853 | 3 073 | 3 095 | 3 096 |